# Hans Johansson (predikant)
Hans Ragnar Johansson, född 15 augusti 1950 i Kvistbro församling, Örebro län, död 29 februari 2008 i Tjärstads församling, Östergötlands län, var en svensk teolog, predikant och författare.
Hans Johansson föddes och växte upp i Mullhyttan utanför Örebro. Där gifte han sig och fick två söner. 
Han tog teologie kandidatexamen vid Uppsala universitet och verkade därefter som lärare på Örebro Missionsskola och som pastor i Filadelfiaförsamlingen i Örebro.
Han var en av grundarna till den svenska Vineyard-rörelsen i början av 1990-talet och flyttade då till Stockholm för att vara delaktig i starten av Stockholm Vineyard. 1996 var han med och grundade Tomaskyrkan i Stockholm, en församling inom Evangeliska Frikyrkan.
2004 flyttade Johansson och hans hustru till Rimforsa utanför Linköping. Han verkade som resande predikant och bibellärare i många olika sammanhang. Han var även tillsammans med Peter Halldorf verksam vid kommuniteten på Bjärka-Säby, där han bland annat ledde retreater och kurser.
Hans Johansson dog av en hjärtinfarkt under en joggingrunda nära hemmet i Rimforsa. Efter hans död upprättades fonden "Hans Johansson till minne" av hans bror Bengt Johansson. Fondens syfte är att "uppmuntra män och kvinnor som präglas av samma längtan att fördjupa sig i Ordet och tron som Hans hade". Den förste som mottog ett stipendium ur fonden var teologen och läraren Mikael Tellbe.
Johansson var bror till sångförfattaren Bengt Johansson och morbror till artisten Alexander Bard.